# Кадалох IV
Кадалох IV (Chadalhoh IV) (ум. 11 сентября 1030/1032) — немецкий феодал из рода Арибонидов.

## Биография
Сын Арибо I (ум. 1000), графа в Химгау, и Адалы Баварской, дочери пфальцграфа Баварии Хартвига I. Брат Хартвига II, пфальцграфа Баварии, и Арибо, архиепископа Майнца.
Был в родственных связях с императором Священной Римской империи Генрихом II.
Граф в Роттгау (1011) и Изенгау (1027, делил власть с графом Узо (Ульрихом)), фогт монастыря св. Эммерама в Регенсбурге (1030).
Жена — не известная по имени, возможно — дочь графа Поппо II фон Ротт из рода Пильгримидов. Дети:
- Кадалох V (ум. 30 октября ок. 1050 г.), граф в Изенгау. Был женат на Эрменгарде, дочери графа фон Цютфен. Их сын Хацель (Кацелин) считается основателем города Эберндорф.
- Пильгрим (ум. 25 августа 1038), архиепископ Кёльна с 1021.